# Minvält

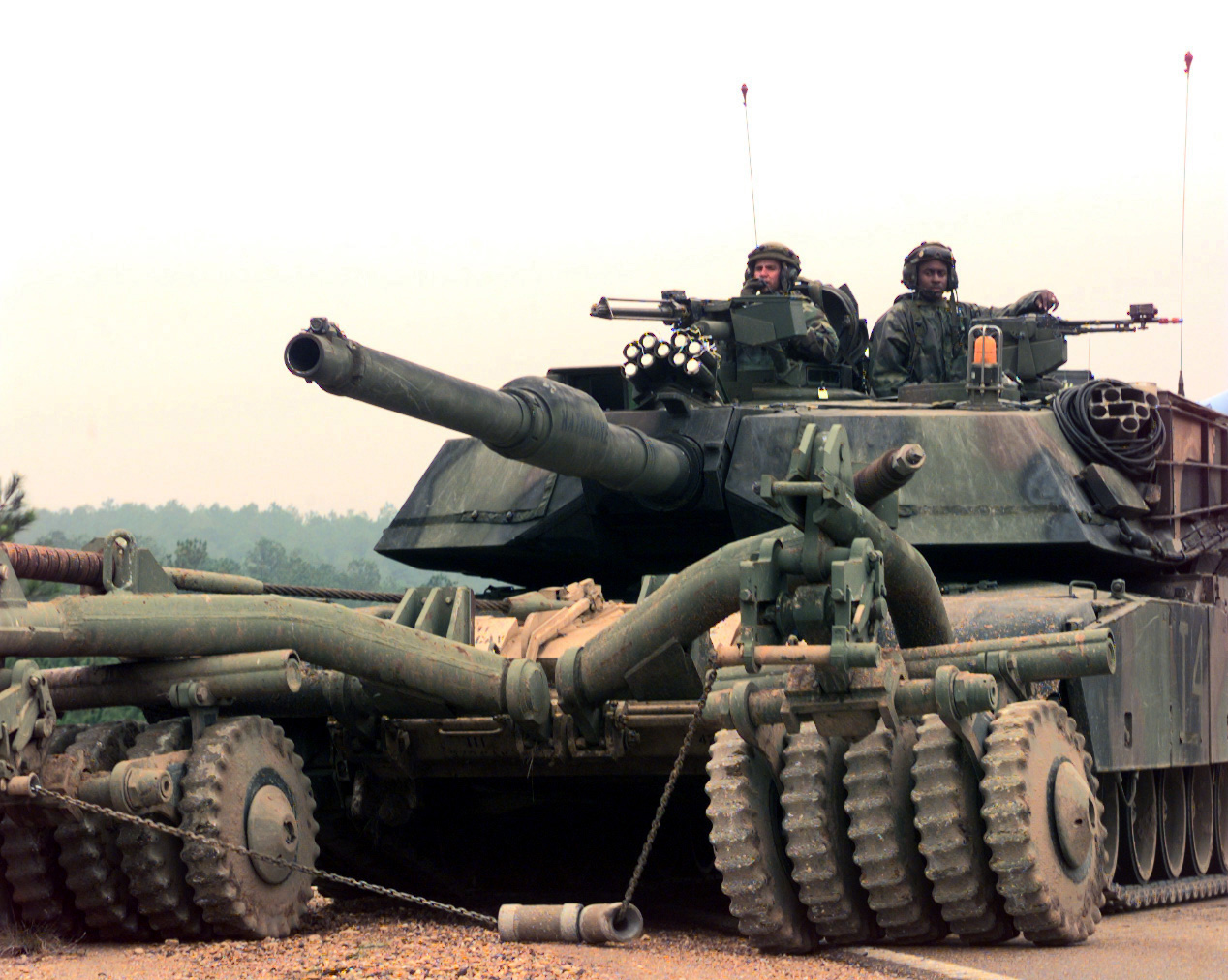
M1 Abrams-stridsvagn med minvält monterad.

Minvält är en fordonsmonterad minröjningsanordning i form av mot marken gående minrullar (stora breda järnjul), en framför var band (eller dito), vilka ämnar simulera bandtrycket (marktrycket) från fordonet och därmed utlösa minor framför fordonet på säkert avstånd. Minvältar kan vara tilläggsaggregat som monteras på konventionella stridsfordon eller fältarbetsfordon vid behov, alternativt del av särskilda minröjningsvagnar.
Namnet har inget att göra med att välta minor utan är bildligt efter ångvältar vars framdrift sker på ”rullar”.